# 钨酸钠
钨酸钠，化学式Na2WO4，一般为二水合物（Na2WO4·2H2O）的形式。

## 制备
由三氧化钨与氢氧化钠溶液反应，再经蒸發结晶、离心脱水、干燥，得到成品。
{\displaystyle {\rm {\ WO_{3}+2NaOH+H_{2}O\rightarrow Na_{2}WO_{4}\cdot 2H_{2}O}}}

## 物理性质
无色结晶或白色斜方结晶。溶于水，水溶液呈微碱性；微溶于氨，不溶于乙醇。在干燥空气中风化，加热至100°C时失去结晶水变为无水物。

## 化学性质
钨酸钠遇强酸生成钨酸沉淀：
Na2WO4 + 2 HCl —煮沸→ H2WO4↓(黄色) + 2 NaCl
Na2WO4 + 2 HCl + H2O → H2WO4·H2O↓(白色) + 2 NaCl
将硫化氢通入钨酸钠溶液，硫原子逐个取代钨酸根的氧原子，最后生成四硫代钨酸钠。

## 用途
用作制造金属钨、钨酸及钨酸盐的原料。可用作媒染剂、催化剂和颜料，以及织物防火剂和化学分析试剂等，也广泛应用于石油、航天及国防工业。